# Велика-Плана (город)
Велика-Плана (серб. Велика Плана) — город в Сербии, административный центр одноименного муниципалитета в Подунайском округе. Согласно переписи 2011 года, население составляет 16 088 человек.

## География
Велика Плана расположена на левом берегу Великой Моравы. Шоссе Белград-Ниш и железная дорога Белград-Ниш-Скопье проходят через Великую плоскость.